# Jean-Louis Jorge
Pour les articles homonymes, voir Jorge.
Jean-Louis Jorge est un réalisateur dominicain, né en 1947 à Santiago de Los Caballeros et mort le 13 mars 2000 à Saint-Domingue.

## Biographie
Fils d'un père cardiologue et d'une mère mannequin, Jean-Louis Jorge a étudié le cinéma et le théâtre à l'UCLA à Los Angeles. Il réalise son premier long métrage, Les Serpents de la lune des pirates, avec une équipe d'étudiants et un budget dérisoire. Le film obtient le grand prix Cinéma d'aujourd'hui au festival de Toulon 1973.
En 1980 il a deux films en projet : Bolero et Frisson d'amour
Il a été présenté comme un « auteur culte » parmi les cinéastes latino-américains.
En 2019, Laura Amelia Guzman présente à la Berlinale un film hommage à Jean-Louis Jorge, La fiera y la fiesta,.
Jean-Louis Jorge est le mari d'Edwige, « reine des punks », âgée de dix ans de moins que lui. Il est mort assassiné à Saint-Domingue.

## Filmographie
- 1969 : Oh, My Crazy Aunts! (court métrage)
- 1998 : Cuando un amor se va
- 1973 : Les Serpents de la lune des pirates[9],[10],[11],[12]
- 1976 : Mélodrame[13],[14],[15]

## Théâtre
- 1974 : M. M. Maggie Moon : mais qui était donc cette petite blonde ?  (mise en scène et acteur)[16]